# Distretto di Kıbrıscık
Il distretto di Kıbrıscık (in turco Kıbrıscık ilçesi) è uno dei distretti della provincia di Bolu, in Turchia.